# Ikire
Ikire – miasto w południowo-zachodniej Nigerii, w stanie Osun, na skraju płaskowyżu Joruba. Ludność miasta wynosi około 158 tys. mieszkańców. 
W mieście rozwinął się przemysł bawełniany oraz drzewny.